# Pałac w Piotrkówku
Pałac w Piotrkówku – zabytkowy pałac położony w dzielnicy miasta Niemcza, w województwie dolnośląskim, w powiecie dzierżoniowskim.

## Historia
Zabytek jest częścią zespołu pałacowego, w skład którego wchodzą jeszcze: park z sadem i ogrodem, wieża ciśnień, dwa budynki mieszkalno-gospodarcze.